# زنگ ژن
زنگ ژن (انگلیسی: Zeng Zhen؛ زادهٔ ۲۸ نوامبر ۱۹۹۳) ورزشکار ورزش شنا اهل چین است.
وی در مسابقات کشوری و بین‌المللی در مجموع برندهٔ ۲ مدال طلا، ۴ مدال نقره شده‌است.